# Lubuk Jering (Sungai Mandau)
Lubuk Jering is een bestuurslaag in het regentschap Siak van de provincie Riau, Indonesië. Lubuk Jering telt 1377 inwoners (volkstelling 2010).